# Parafia św. Jadwigi Królowej w Cyganach
Parafia św. Jadwigi Królowej w Cyganach – parafia rzymskokatolicka znajdująca się w Cyganach i należąca do diecezji sandomierskiej w dekanacie Nowa Dęba. 14 czerwca 1983 wyodrębniona z parafii Chmielów. Prowadzą ją księża diecezjalni. Kościół św. Jadwigi Królowej w Cyganach został wybudowany w 1982.